# Herb gminy Lelis
Herb gminy Lelis – symbol gminy Lelis, ustanowiony 31 marca 2005.

## Wygląd i symbolika
Herb przedstawia na tarczy w polu złotym trzy drzewa – jedno wysokie sosnowe o koronie barwy ciemnej zieleni i smukłym brązowym pniu, poniżej dwa mniejsze, symetryczne świerki o jaśniejszej barwie zielonej. W dolnej części drzew znajduje się dużych rozmiarów brązowy, kurpiowski kapelusz z czerwoną przepaską, białym kwiatem i dwoma zielonymi listkami. Herb odwołuje się do nazwy gminy i jej tradycji. Pole tarczy jest wypełnione w całości złotem (barwą żółtą), odnosi się to do uprawy zbóż jako charakterystycznej produkcji rolnej na terenie gminy Lelis. Jaśniejsza zieleń nawiązujące do leśnej szaty gminy. Ułożenie drzew nawiązuje do wycinanek kurpiowskich. 